# ريكاردو سوليانو
ريكاردو سوليانو (بالإيطالية: Riccardo Sogliano)‏ هو لاعب كرة قدم إيطالي في مركز الوسط، ولد في 4 مارس 1942 في ألساندريا في إيطاليا. لعب مع إيه سي ميلان وجونيور بييلا ليبرتاس ونادي ألساندريا ونادي سيينا ونادي فاريسي ونادي نوفيسي.